# فريسكانو
بلدية فريسكانو (بالإسبانية: Fréscano) هي بلدية تقع في مقاطعة سرقسطة التابعة لمنطقة أراغون شمال شرق إسبانيا.

## الديموغرافيا
بلغ عدد سكان بلدية فريسكانو 217 نسمة عام 2011 (وفقاً للمعهد الوطني الإسباني للإحصاء).
| 261 | 264 | 227 | 241 | 237 | 235 | 217 |